# 斯特凡·朔尔茨
斯特凡·朔尔茨（德語：Stefan Scholz，1964年9月23日—），德国男子赛艇运动员。他曾代表德国参加世界赛艇锦标赛，获得一枚金牌、一枚银牌和一枚铜牌。他也参加了1996年夏季奥运会。